# Max Trautz
Max Trautz (Karlsruhe, 1880 - Karlsruhe, 1960) fou un químic alemany. Va ser molt productiu, amb unes 190 publicacions científiques, especialment en el camp de la cinètica química.